# Antonius Johannes Scriverius (1761-1813)

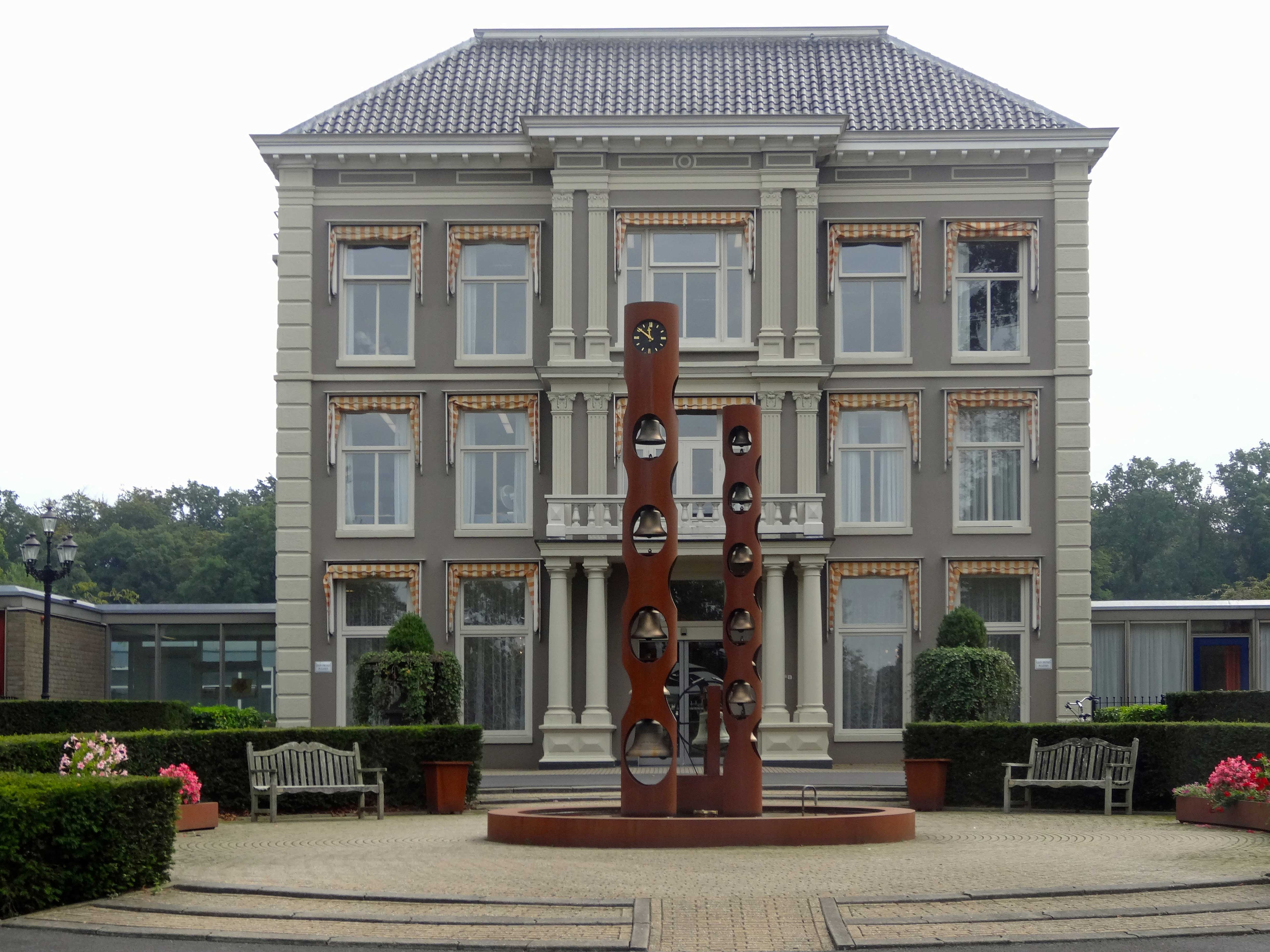
Huize Zandhove te Zwolle (in de 18e eeuw familiebezit van de familie Scriverius)

Antonius Johannes Scriverius (Zwolle, gedoopt 20 december 1761 – Ittersum (Zwollerkerspel), 26 augustus 1813) was een Nederlandse jurist en politicus.

## Leven en werk
Scriverius werd in 1761 in Zwolle gedoopt als zoon van mr. Daniël Scriverius en Willemina Eekhout. Na zijn studie rechten werd hij lid van de Zwolse magistraat. Hij vervulde enige tijd de functie van burgemeester, maar trad in 1785 plotseling af. In 1791 werd hij weer gekozen als lid van de Zwolse magistraat. Scriverius was commissaris "aux montres" van Overijssel en ambtman van Zalk en IJsselmuiden. Hij trouwde op 22 december 1788 met Margaretha Elisabeth Fabius. Zijn vrouw overleed binnen een jaar na hun huwelijk na de geboorte van hun dochter. Hij hertrouwde op 30 maart 1794 met Aleida Anna Catharina van Prehn. Zij bewoonden de door zijn grootvader gekochte buitenplaats Zandhove in Zwolle.  Bij zijn overlijden was hij rechter bij de Zwolse rechtbank van eerste aanleg.
Hun zoon Daniel werd burgemeester van Weerselo en de na zijn overlijden geboren en naar hem genoemde zoon Antonius Johannes Scriverius werd burgemeester van Steenwijk en Steenwijkerwold, wethouder van Zwolle en lid van Provinciale Staten van Overijssel. Zijn kleinzoon Albertus van Naamen van Eemnes (zoon van zijn dochter Henriëtta Wilhelmina) zou van 1889 tot 1902 voorzitter van de Eerste Kamer zijn.